# Angelo Quaglia
Angelo Quaglia (Corneto, 28 augustus 1802 – Rome, 27 augustus 1872) was een Italiaanse Curie-kardinaal. Opgegroeid als edelman in de Pauselijke Staat werd hij camerlengo na de val van deze staat (1871).

## Levensloop
Quaglia werd geboren in de Pauselijke Staat, namelijk in Corneto, wat vandaag Tarquinia heet. Hij was de zoon van graaf Cornelio Quaglia en gravin Vittoria Bruschi, twee edelen in de Kerkelijke Staat. Na studies in het priesterseminarie van Montefiascone werd hij tot priester gewijd (1826). Quaglia studeerde verder aan de toenmalige Pauselijke Academie voor Kerkelijke Edellieden in Rome. Daar behaalde hij een doctoraat in de beide rechten (utroque jure), zowel kerkelijk als burgerlijk recht (1835). Hij maakte carrière aan de Romeinse Curie.
Zo was Quaglia eerst adjunct-prelaat bij de Congregatie voor de Clerus (1835-1841) en tegelijkertijd rechter van de Rechtbank van Apostolische Signatuur (1836-1839). Kerkrechtelijke bevoegdheid behield hij als auditeur bij het Tribunaal van de Rota Romana (1839-1852). Vervolgens werd hij secretaris van de Congregatie voor de Clerus (1852-1861), een Curie-instelling waar hij als jonge jurist gewerkt had.
In 1861 verleende paus Pius IX hem de kardinaalshoed. Zijn titelkerk was de San Gregorio Magno al Celio, die toen Santi Andrea e Gregorio al Monte Celio werd genoemd. Kardinaal Quaglia werd bevorderd tot prefect van de Congregatie voor de Bisschoppen (1863), een functie die hij uitoefende tot zijn dood. Quaglia nam deel aan het Eerste Vaticaans Concilie (1870-1871) maar moest toezien hoe, na de inname van Rome door de Piëmontezen, de Kerkelijke Staat ophield te bestaan. Paus Pius IX moedigde een laatste maal doch vergeefse maal zijn troepen aan in 1870.
Quaglia combineerde zijn ambt van prefect met deze van camerlengo van het College van Kardinalen (1871-1872), in een verwarrende tijd waarin het koninkrijk Italië geen grondgebied meer gunde aan de Pauselijke Staat. Volgens Christophe Weber was de edelman Quaglia een voorbeeld van de laatste, elitaire, rekrutering voor de Pauselijke Staat.

## Afbeeldingen

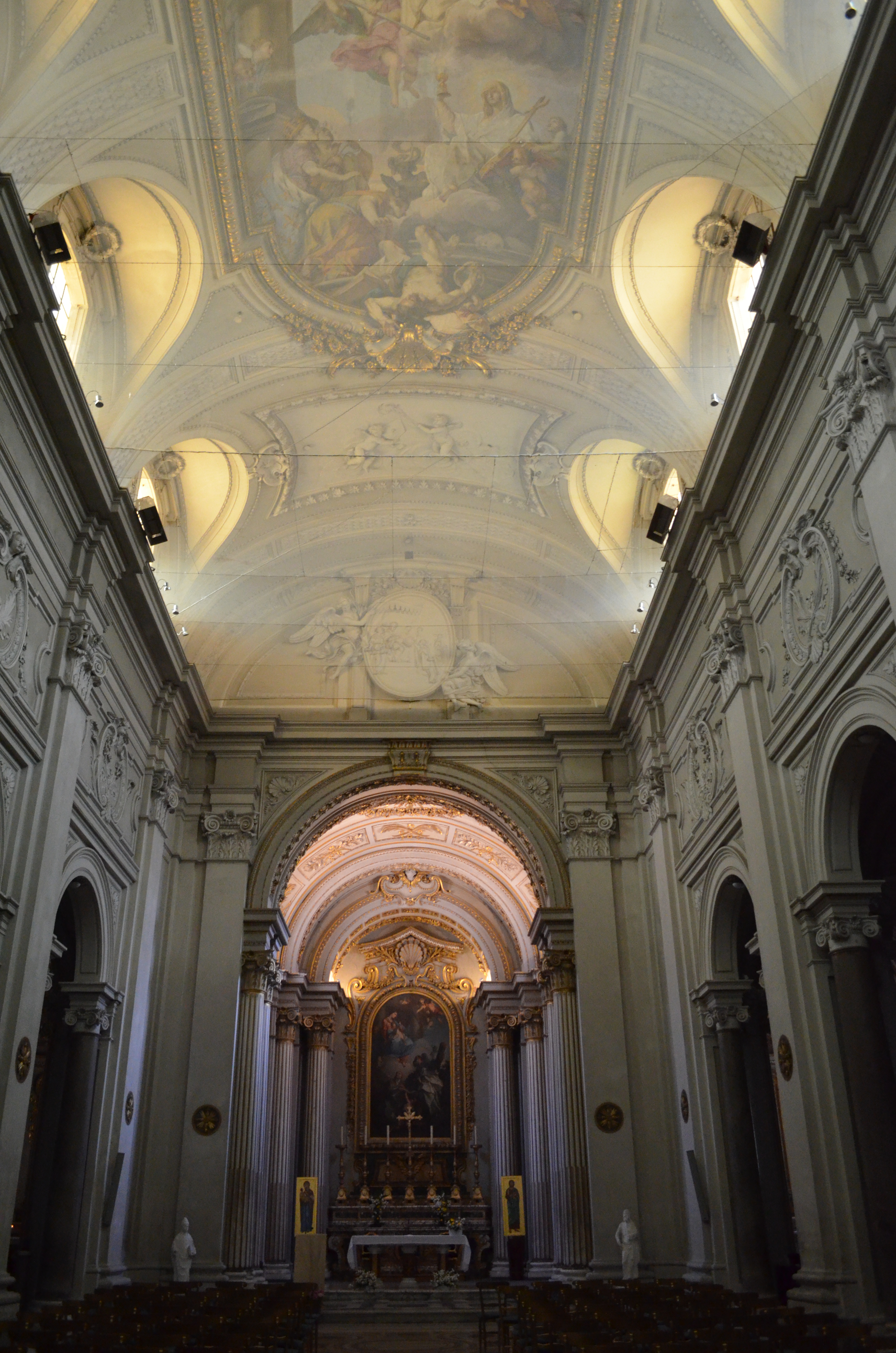
Zijn titelkerk in Rome, San Gregorio Magno al Celio
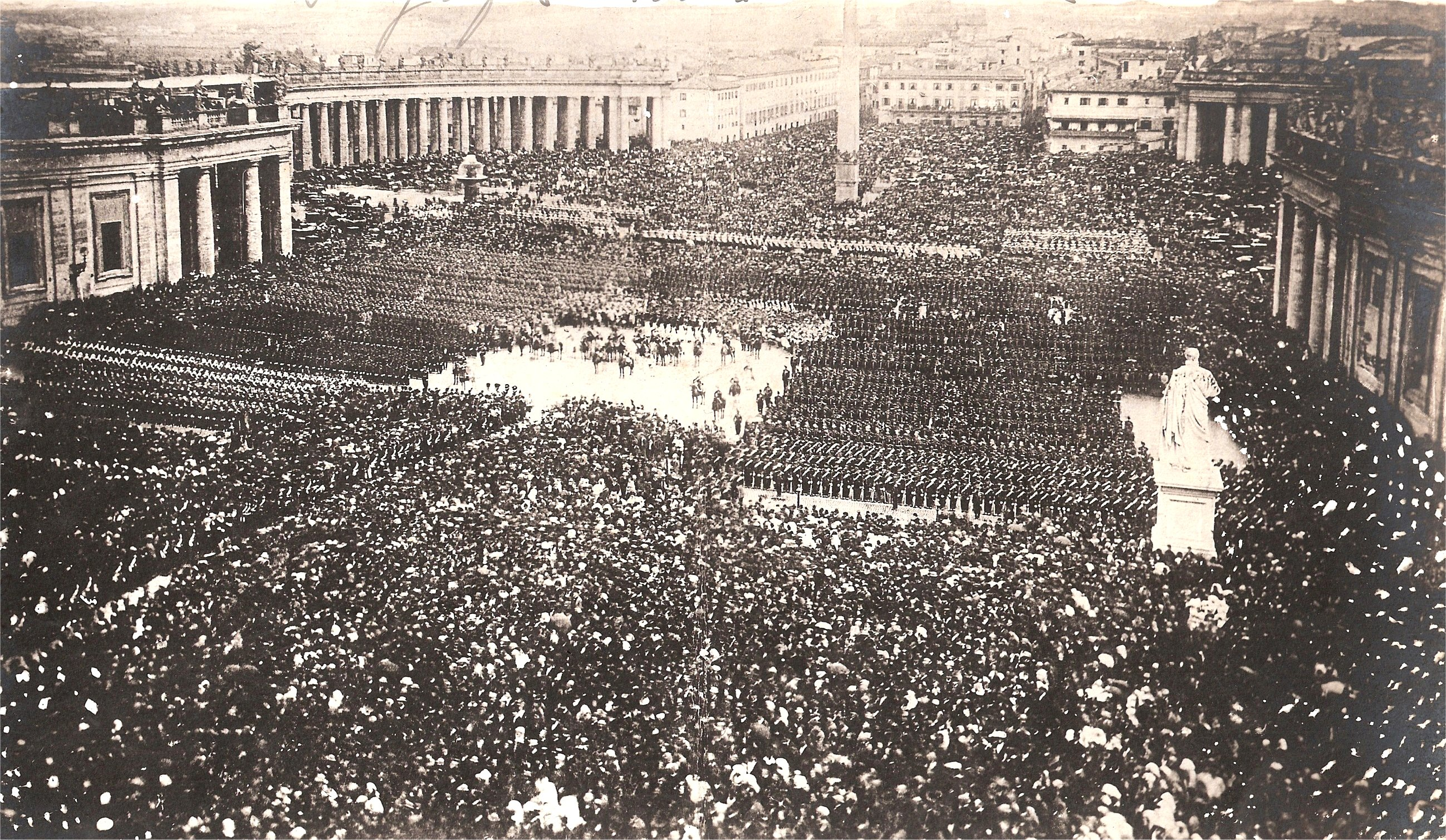
Paus Pius IX op het Sint-Pietersplein vlak voor de val van Rome (1870)
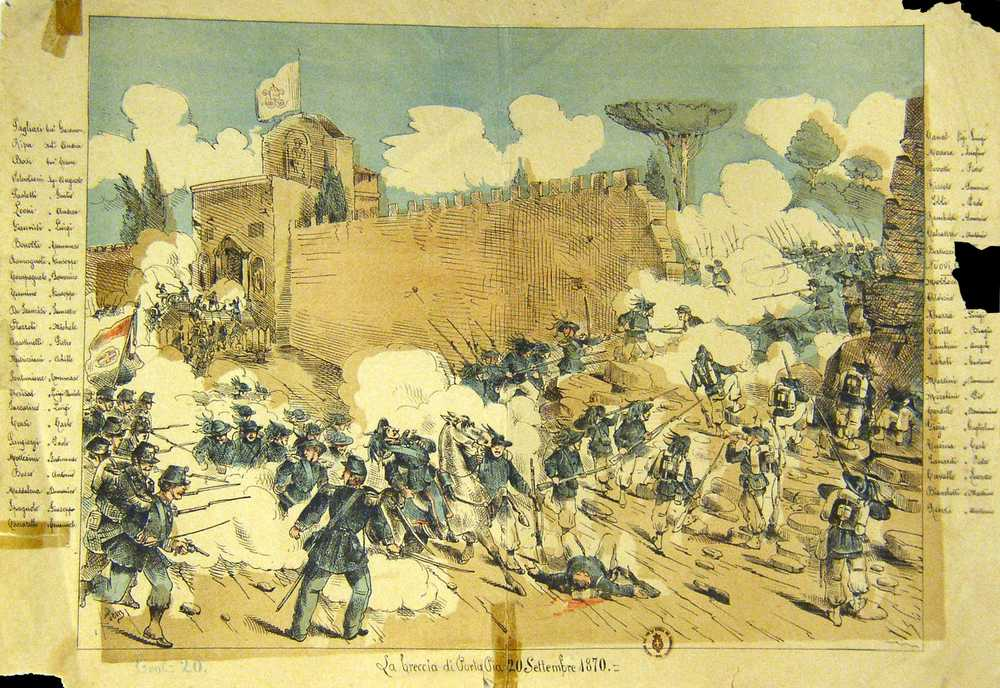
Einde van de Kerkelijke Staat

- Bibliothèque nationale de France: cb16175834b (data)
- Gemeinsame Normdatei: 1050516818
- International Standard Name Identifier: 0000 0000 7555 8050
- Library of Congress Control Number: no2024011734
- Istituto Centrale per il Catalogo Unico: UBOV160218
- Système universitaire de documentation: 253215897
- Virtual International Authority File: 103689766
- WorldCat: E39PBJghphmrJRhCqhdkrjPfbd